# 民生北路 (嘉義市)
民生北路（Minsheng N.Rd.）為臺灣嘉義市南北向的重要道路之一。北接林森西路；南以垂楊路為界，銜接民生南路。全線隸屬於縣道163線的一部分。

## 沿經行政區域
- 西區

## 車道配置
- 全線：雙向各一車道，並各設有一機慢車道

## 沿線設施
（由北至南）
- 嘉義市第三信用合作社 （页面存档备份，存于）北興分社（310號）
- 中國信託商業銀行嘉義分行（241號1樓）
- 彰化銀行嘉義分行（中山路386號）
- 卡通故事巷（215巷）[3][4]
- 義昌公園[]（公11主題公園）
- 國泰世華銀行嘉義分行（26號）
- 舊嘉義市公所（原嘉義縣嘉義市公所、嘉義市政府辦公廳舍）（1號）
- 嘉義市公車樂活1路（含A線）舊嘉義市政府站